# تورکواچ
تورکواچ (به لاتین: Turekovac}} یک منطقهٔ مسکونی در صربستان است که در لسکواس واقع شده‌است.

## خصوصیات
تورکواچ ۱٬۷۹۴ نفر جمعیت دارد.